# Aloe schlechteri
Aloe schlechteri é uma espécie de liliopsida do gênero Aloe, pertencente à família Asphodelaceae.